# Trichorhina albida
Trichorhina albida är en kräftdjursart som beskrevs av Gustav Budde-Lund 1908A. Trichorhina albida ingår i släktet Trichorhina och familjen myrbogråsuggor. Inga underarter finns listade i Catalogue of Life.